# لاکریموزا ۲۰۸
سیارک ۲۰۸ (به انگلیسی: 208 Lacrimosa) دویست و هشتمین سیارک کشف شده‌است که در ۲۱ اکتبر ۱۸۷۹ کشف شد.
قدر مطلق سیارک برابر ۸٫۹۶ است.